# Boulevard de la Méditerranée
Le boulevard de la Méditerranée (en occitan : baloard de la Mediterranèa) est une voie de Toulouse, chef-lieu de la région Occitanie, dans le Midi de la France.

## Situation et accès

### Description
Le boulevard de la Méditerranée est une voie publique. Il se trouve à la limite du quartier du Pont-des-Demoiselles, dans le secteur 5 - Sud-Est.
La chaussée compte une voie de circulation automobile dans chaque sens. Il n'existe pas d'aménagement cyclable.

### Voies rencontrées
Le boulevard de la Méditerranée rencontre les voies suivantes, d'ouest en est (« g » indique que la rue se situe à gauche, « d » à droite) :
1. Avenue Antoine-de-Saint-Exupéry (g)
2. Pont des Demoiselles (d)
3. Rue des Trois-Fours (g)
4. Chemin de Fages (g)
5. Impasse Pauly (g)
6. Rue de la Marine (g)
7. Passerelle Albert-Viala (d)
8. Chemin de la Cale (g)
9. Rue du Général-Joseph-Guillaut (d)
10. Rond-point Raymond-Borios
11. Avenue de Saouzelong / Périphérique (A620) - Échangeur no 21

## Odonymie
Le boulevard est nommé d'après la mer Méditerranée, où aboutit le canal du Midi que longe justement le boulevard.

## Patrimoine et lieux d'intérêt

### Canal du Midi
Patrimoine mondial (1996).
Le boulevard de la Méditerranée longe le canal du Midi. La première partie du canal, entre la Garonne, à Toulouse, et le seuil de Naurouze, est creusée entre 1667 et 1671. 
Le canal est franchi par un pont et une passerelle : 
- pont des Demoiselles. 
Le premier pont, caractéristique avec sa forme en dos-d'âne et bâti en brique, est construit vers 1681-1683. Il est alors connu comme le pont de Montaudran, du nom du village auquel il mène. Il est agrandi à deux reprises, au cours du XVIIIe siècle, puis du siècle suivant. En 1910 apparaissent, avec le développement du faubourg du Busca et l'accroissement de la circulation, les premiers projets de reconstruction. En 1970, le pont est démoli et reconstruit sur des poutres de béton. Il compte deux travées, pour une longueur de 40 mètres et une largeur de 30 mètres[2].

- passerelle Albert-Viala. 
La passerelle est construite en 1961, afin de relier l'avenue Albert-Bedouce et le boulevard de la Méditerranée. La passerelle, en béton, est longue de 23 mètres et large de 2 mètres[3]. Elle prend le nom, par décision du conseil municipal du 28 mai 2010, d'Albert Viala (1914-2003)[4], bâtonnier du barreau de Toulouse, président honoraire de la conférence des bâtonniers et secrétaire perpétuel de l'académie de législation.

### Immeubles
- no  21 : école élémentaire Anatole-France.

- no  25 : résidence Les Cyclades. 
La résidence Les Cyclades est un vaste ensemble de 113 logements de standing. Elle est construite entre 1973 et 1977 sur les plans des architectes Jacques Munvez et Pierre Eibel pour la SARL Soubié-Gayral. Elle forme un tripode qui s'élève au cœur d'une vaste parcelle entre le boulevard de la Méditerranée et le chemin de Fages (actuel no 21). Les trois corps de bâtiment se développent sur six étages et présentent de nombreux décrochements en redent. Les façades sont couvertes d'un plaquis de brique jaune flammée. Les appartements, du T1 au T5, donnent accès à de grands balcons, loggias et terrasses[5].

### Œuvres publiques
- L'Attente. 
L'Attente est une fresque réalisée par le graffeur barcelonais Aryz en 2016, dans le cadre du festival Rose Béton. Elle couvre le mur-pignon d'un immeuble (actuel no 2) qui fait face au pont des Demoiselles et au canal du Midi.

- Invitation au voyage de la lecture. 
Invitation au voyage de la lecture est une fresque réalisée par le graffeur havrais Jace en 2016. Elle se déploie sur les 50 m² du mur-pignon de l'école élémentaire Anatole-France (actuel no 21). L'œuvre, sur le thème de la lecture et du voyage, met en scène des « gouzous ».

- L'Oasis des Tempêtes. 
L'Oasis des Tempêtes est une fresque réalisée par la graffeuse toulousaine Mademoiselle Kat en 2019, dans le cadre du festival Rose Béton. Elle se déploie sur le mur-pignon du gymnase Anatole-France, face à l'œuvre de Jace.